# デイヴィジ・ヴァシングトン・ジ・ソウザ・エウジェニオ
デイヴィジ・ヴァシングトン（Deivid Washington）ことデイヴィジ・ヴァシングトン・ジ・ソウザ・エウジェニオ（ポルトガル語: Deivid Washington de Souza Eugênio、2005年6月5日 - ）は、ブラジルのサッカー選手。のポジションはFW。

## クラブ歴
ゴイアス州イツンビアラの生まれ。8歳の時にグレミオFBPAの下部組織に加入した。マルコス・アスンソンの手引きによって3年後にサントスFCの下部組織に移籍した。16歳で3年のプロ契約を締結したが、この時の違約金が1億レアルと報じられて話題となった。2022年にはU-17の州リーグで16得点、U-20の大会総計で20得点を記録するなどの活躍を見せ、ネクスト・ジェネレーション2022に選出された。
2023年のコパ・サンパウロ・ジ・フチボウ・ジュニオールを終え、トップチームがカンピオナート・パウリスタを終えるとトップチームで練習するようになった。4月11日に行われたコパ・ド・ブラジルでユースの先輩にあたるマルコス・レオナルドに代わって投入されて選手初出場を記録した。同月17日に2026年4月迄契約を延長した。5月10日にカンピオナート・ブラジレイロ・セリエAでプロ初得点を記録した。
同年8月24日にプレミアリーグのチェルシーFCに完全移籍した。契約年数は7年で、さらに延長オプションがつけられた。10月28日に移籍後初出場を記録した。